# The Rolling Stones Tour of Europe ’76
Trzydziesta pierwsza trasa koncertowa w historii brytyjskiej grupy The Rolling Stones.

## Historia
Zainteresowanie biletami było bardzo duże. Promotorzy trasy 1 kwietnia oznajmili, że dostali pocztą ponad milion podań o bilety na trzy koncerty w Earls Court Exhibition Centre. Z tego też powodu dodano do trasy jeszcze trzy koncerty w tym miejscu. Ponadto Stonesi zjawili się po raz drugi w komunistycznym kraju. Tym razem była to Jugosławia. Zespół dał dwa koncerty w Zagrzebiu w hali Dom Sportova w dniach 21 i 22 czerwca. 
Trasa rozpoczęła się kilka dni po wydaniu promowanego albumu Black and Blue i został podczas niej nagrany album koncertowy Love You Live, który wydano w 1977 roku. Większość materiału nagrano na koncertach w Paryżu. Podczas trasy (6 czerwca) zmarł z powodu nagłej śmierci łóżeczkowej dziesięciotygodniowy syn Keitha Richardsa, jednak gitarzysta postanowił utrzymać tę wiadomość w sekrecie i grał tak jak koncerty zaplanowano.

## The Rolling Stones
Zespół
- Mick Jagger - śpiew, harmonijka
- Keith Richards - gitara, wokal wspierający
- Ronnie Wood - gitara, wokal wspierający
- Bill Wyman - gitara basowa
- Charlie Watts - instrumenty perkusyjne, perkusja

Dodatkowi muzycy
- Billy Preston - fortepian
- Ollie Brown - instrumenty perkusyjne
- Eric Clapton - gitara na koncertach w Leicester

## Repertuar koncertów
1. "Honky Tonk Women"
2. "If You Can't Rock Me"/"Get off of My Cloud"
3. "Hand of Fate"
4. "Hey Negrita"
5. "Ain't Too Proud to Beg"
6. "Fool to Cry"
7. "Hot Stuff"
8. "Star Star"
9. "Cherry Oh Baby" - (grano 7 czerwca w Paryżu)
10. "Angie" - (grano na niektórych koncertach)
11. "You Gotta Move"
12. "You Can't Always Get What You Want"
13. "Happy"
14. "Tumbling Dice"
15. "Nothing from Nothing (Billy Preston)"
16. "Outa-Space" (Billy Preston)
17. "Midnight Rambler"
18. "It's Only Rock 'n Roll (But I Like It)"
19. "Brown Sugar"
20. "Jumpin' Jack Flash"
21. "Street Fighting Man"

"All Down the Line" było grane na koncercie we Frankfurcie, a "Sympathy for the Devil" grano na koncertach w Earls Court 21 maja.
Ponadto zespół pojawił się na festiwalu w Knebworth w sierpniu 1976 roku, gdzie dodali do listy (I Can’t Get No) Satisfaction, "Around and Around", "Little Red Rooster", "Stray Cat Blues", "Let's Spend the Night Together", "Dead Flowers", "Route 66" oraz fragmenty "Wild Horses", "Country Honk" i "Rip This Joint"

## Lista koncertów
| Data                        | Miasto          | Kraj             | Miejsce                                                       |
| --------------------------- | --------------- | ---------------- | ------------------------------------------------------------- |
| 28 kwietnia 1976            | Frankfurt       | Niemcy Zachodnie | Festhalle                                                     |
| 29 kwietnia 1976            | Frankfurt       | Niemcy Zachodnie | Festhalle                                                     |
| 30 kwietnia 1976 2 koncerty | Münster         | Niemcy Zachodnie | Halle Münsterland                                             |
| 2 maja 1976                 | Kilonia         | Niemcy Zachodnie | Ostseehalle                                                   |
| 3 maja 1976                 | Berlin Zachodni | Niemcy Zachodnie | Deutschlandhalle                                              |
| 4 maja 1976                 | Brema           | Niemcy Zachodnie | Stadthalle                                                    |
| 6 maja 1976                 | Bruksela        | Belgia           | Forest National                                               |
| 7 maja 1976                 | Bruksela        | Belgia           | Forest National                                               |
| 10 maja 1976                | Glasgow         | Szkocja          | Apollo Theatre                                                |
| 11 maja 1976                | Glasgow         | Szkocja          | Apollo Theatre                                                |
| 12 maja 1976                | Glasgow         | Szkocja          | Apollo Theatre                                                |
| 14 maja 1976                | Leicester       | Anglia           | Granby Halls                                                  |
| 15 maja 1976                | Leicester       | Anglia           | Granby Halls                                                  |
| 17 maja 1976                | Stafford        | Anglia           | New Bingley Hall                                              |
| 18 maja 1976                | Stafford        | Anglia           | New Bingley Hall                                              |
| 21 maja 1976                | Londyn          | Anglia           | Earls Court Exhibition Centre                                 |
| 22 maja 1976                | Londyn          | Anglia           | Earls Court Exhibition Centre                                 |
| 23 maja 1976                | Londyn          | Anglia           | Earls Court Exhibition Centre                                 |
| 25 maja 1976                | Londyn          | Anglia           | Earls Court Exhibition Centre                                 |
| 26 maja 1976                | Londyn          | Anglia           | Earls Court Exhibition Centre                                 |
| 27 maja 1976                | Londyn          | Anglia           | Earls Court Exhibition Centre                                 |
| 29 maja 1976                | Haga            | Holandia         | Zuiderpark Stadion                                            |
| 30 maja 1976                | Haga            | Holandia         | Zuiderpark Stadion                                            |
| 1 czerwca 1976              | Dortmund        | Niemcy Zachodnie | Westfalenhalle                                                |
| 2 czerwca 1976 2 koncerty   | Kolonia         | Niemcy Zachodnie | Sporthalle                                                    |
| 4 czerwca 1976              | Paryż           | Francja          | Pavillon de Paris (Les Abattoirs)                             |
| 5 czerwca 1976              | Paryż           | Francja          | Pavillon de Paris (Les Abattoirs)                             |
| 6 czerwca 1976              | Paryż           | Francja          | Pavillon de Paris (Les Abattoirs)                             |
| 7 czerwca 1976              | Paryż           | Francja          | Pavillon de Paris (Les Abattoirs)                             |
| 9 czerwca 1976              | Lyon            | Francja          | Palais des Sports de Gerland                                  |
| 11 czerwca 1976             | Barcelona       | Hiszpania        | Plaza de toros Monumental                                     |
| 13 czerwca 1976             | Nicea           | Francja          | France Parc Des Sports De L’Ouest                             |
| 15 czerwca 1976             | Zurych          | Szwajcaria       | Hallenstadion                                                 |
| 16 czerwca 1976             | Monachium       | Niemcy Zachodnie | Olympiahalle                                                  |
| 17 czerwca 1976             | Monachium       | Niemcy Zachodnie | Olympiahalle                                                  |
| 19 czerwca 1976             | Stuttgart       | Niemcy Zachodnie | Neckarstadion                                                 |
| 21 czerwca 1976             | Zagrzeb         | Jugosławia       | Dom Sportova                                                  |
| 22 czerwca 1976             | Zagrzeb         | Jugosławia       | Dom Sportova                                                  |
| 23 czerwca 1976             | Wiedeń          | Austria          | Stadthalle                                                    |
| 26 czerwca 1976             | Katowice        | Polska           | Spodek                                                        |
| 21 sierpnia 1976            | Knebworth       | Anglia           | Knebworth House Ten koncert nie był technicznie częścią trasy |